# Gavrana tristicolor
Gavrana tristicolor là một loài tò vò trong họ Ichneumonidae.